# Хаджиалич, Аида
Аида Хаджиалич (босн. Aida Hadžialić; род. 21 января 1987 года, Фоча, Босния и Герцеговина, Югославия) — шведский политический деятель боснийского происхождения, член Социал-демократической рабочей партии Швеции. С 3 октября 2014 года по 16 августа 2016 года занимала должность министра по делам гимназий, образования и профессиональной подготовки взрослых, до работы в правительстве занимала пост заместителя мэра Хальмстада (2010—2014). Различными изданиями неоднократно признавалась «одним из самых талантливых молодых лидеров Швеции».
С 7 сентября 2019 года является лидером оппозиции в лене Стокгольм.

## Биография
Её боснийская семья прибыла в Швецию в качестве беженцев от гражданской войны в Югославии в 1992 году, когда Аиде Хаджиалич было пять лет. Проведя некоторое время в лагере беженцев в Вермланде, семья перебралась в Хальмстад.
Хаджиалич является выпускницей программы International Baccalaureate, свободно владеет шведским, английским, боснийским, хорватским и сербским языками; имеет степень магистра права Лундского университета. В 2014 году, перед назначением на должность в правительстве, Хаджиалич также прошла курс обучения в Стокгольмской школе экономики.
3 октября 2014 года назначена министром по делам гимназий в министерстве образования в первом правительстве Лёвена. Стала на тот момент самым молодым министром в истории шведских правительств.
13 августа 2016 года, после визита в Копенгаген, Аида Хаджиалич подала в отставку с поста министра. По официальным данным, она проехала по шведской части Эресуннского моста «с небольшим превышением нормы алкоголя в крови»: проверка показала 0,2 промилле, «точно на пределе» лимита. Однако отмечается, что Хаджиалич легально передвигалась по датской части моста, где допустимый показатель составляет 0,5 промилле.
В настоящее время Хаджиалич руководит компанией Nordic West Office, консалтинговой фирмой в сфере международных отношений, учреждённой совместно с бизнесменами и политиками Йормой Оллилой, Ристо Пентиллой, Кристиной Хелениус и Чарльзом Адамсом. Она также является советником компании BMW Foundation.